# Scytodes pulchella
Scytodes pulchella är en spindelart som beskrevs av Lucien Berland 1914. Scytodes pulchella ingår i släktet Scytodes och familjen spottspindlar. Inga underarter finns listade i Catalogue of Life.